# Newport (town de Vermont)
Newport és una població dels Estats Units a l'estat de Vermont. Segons el cens del 2000 tenia 1.511 habitants.

## Demografia
Segons el cens del 2000, Newport tenia 1.511 habitants, 587 habitatges, i 436 famílies. La densitat de població era de 14 habitants per km².
Dels 587 habitatges en un 33% hi vivien nens de menys de 18 anys, en un 62% hi vivien parelles casades, en un 7,8% dones solteres, i en un 25,6% no eren unitats familiars. En el 19,1% dels habitatges hi vivien persones soles el 5,5% de les quals corresponia a persones de 65 anys o més que vivien soles. El nombre mitjà de persones vivint en cada habitatge era de 2,57 i el nombre mitjà de persones que vivien en cada família era de 2,93.
Per edats la població es repartia de la següent manera: un 26,5% tenia menys de 18 anys, un 5,8% entre 18 i 24, un 28,5% entre 25 i 44, un 27,8% de 45 a 60 i un 11,4% 65 anys o més.
L'edat mediana era de 39 anys. Per cada 100 dones de 18 o més anys hi havia 102,4 homes.
La renda mediana per habitatge era de 34.758 $ i la renda mediana per família de 43.828 $. Els homes tenien una renda mediana de 28,063 $ mentre que les dones 21.389 $. La renda per capita de la població era de 17.677 $. Entorn del 10,1% de les famílies i el 12,7% de la població estaven per davall del llindar de pobresa.